# Lawrence County (South Dakota)
Lawrence County ist ein County im Bundesstaat South Dakota der Vereinigten Staaten. Das U.S. Census Bureau hat bei der Volkszählung 2020 eine Einwohnerzahl von 25.768 ermittelt. Der Sitz der Countyverwaltung (County Seat) befindet sich in Deadwood.

## Geographie
Nach Angaben des US Census bedeckt Lawrence County eine Fläche von 2073 Quadratkilometern, davon ist 1 Quadratkilometer (0,03 Prozent) Wasserfläche. Der Bezirk besteht aus einem Township: St. Onge und zwei unorganisierten Territorien: North Lawrence und South Lawrence. Es grenzt im Uhrzeigersinn an die Countys: Butte County, Meade County, Pennington County, Weston County (Wyoming) und Crook County (Wyoming).

## Geschichte
Das County wurde am 11. Januar 1875 gegründet und die Verwaltungsorganisation am 5. März 1877 abgeschlossen. Es wurde nach John Lawrence (?–1889) benannt, einem frühen Siedler in Sioux Falls und Politiker, der unter anderem Abgeordneter in der gesetzgebenden Versammlung des Dakota-Territoriums war.

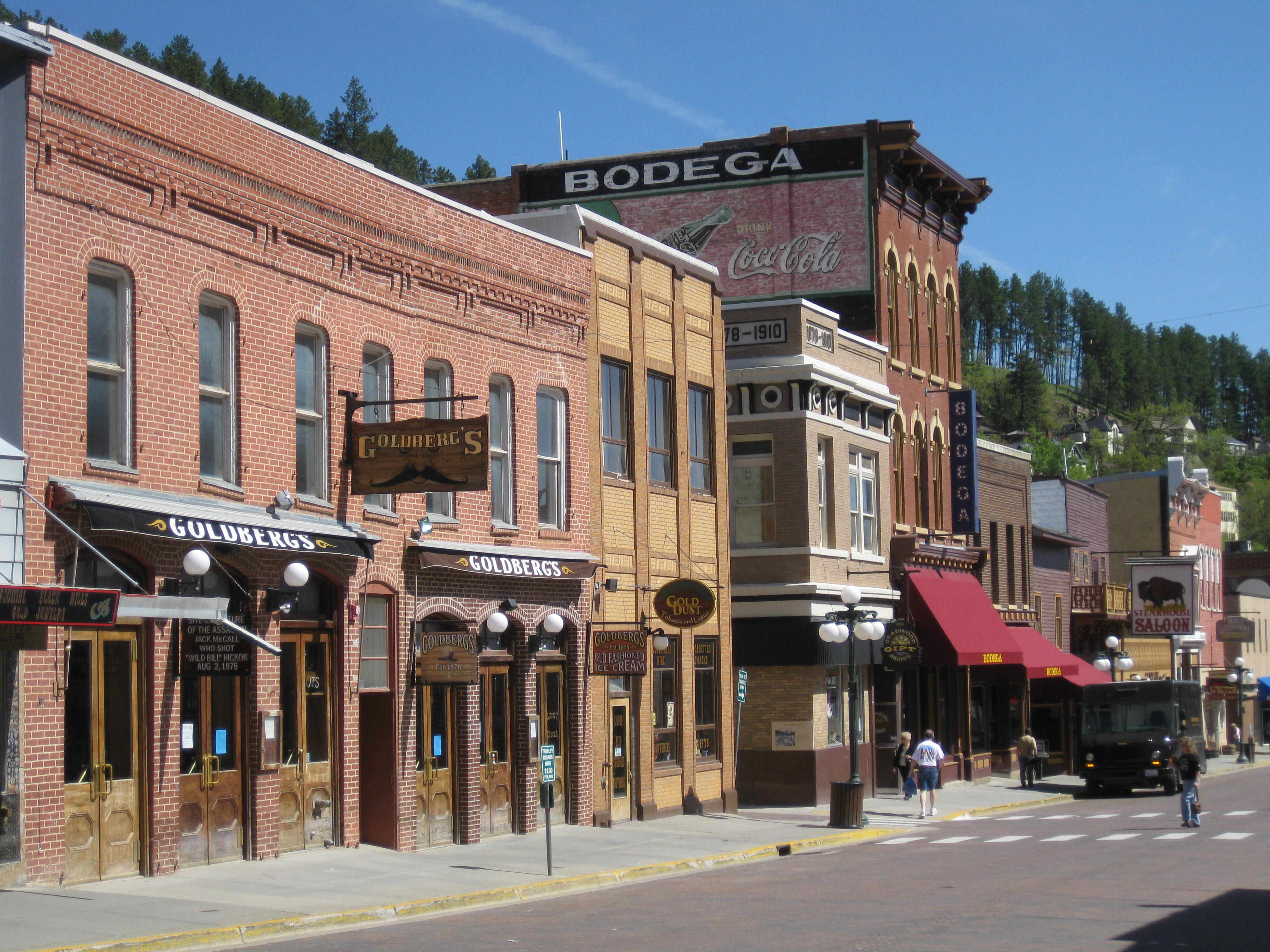
Deadwood Historic District (2009)

Zwei Orte im County haben den Status einer National Historic Landmark, der Deadwood Historic District und die Frawley Ranch. 52 Bauwerke und Stätten des Countys sind im National Register of Historic Places (NRHP) eingetragen (Stand 2. August 2018).

## Bevölkerungsentwicklung

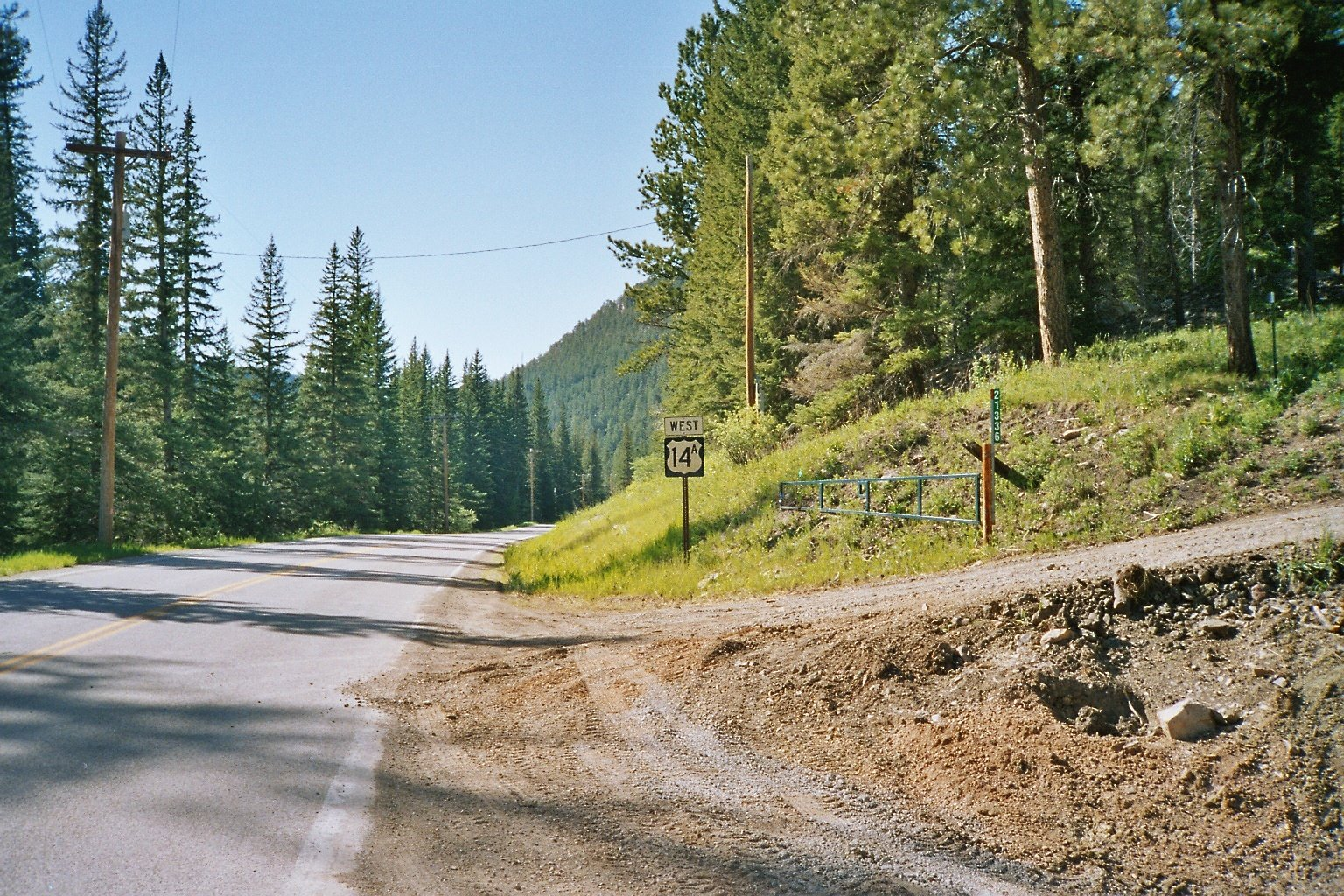
US Route 14a W durch die Black Hills SD

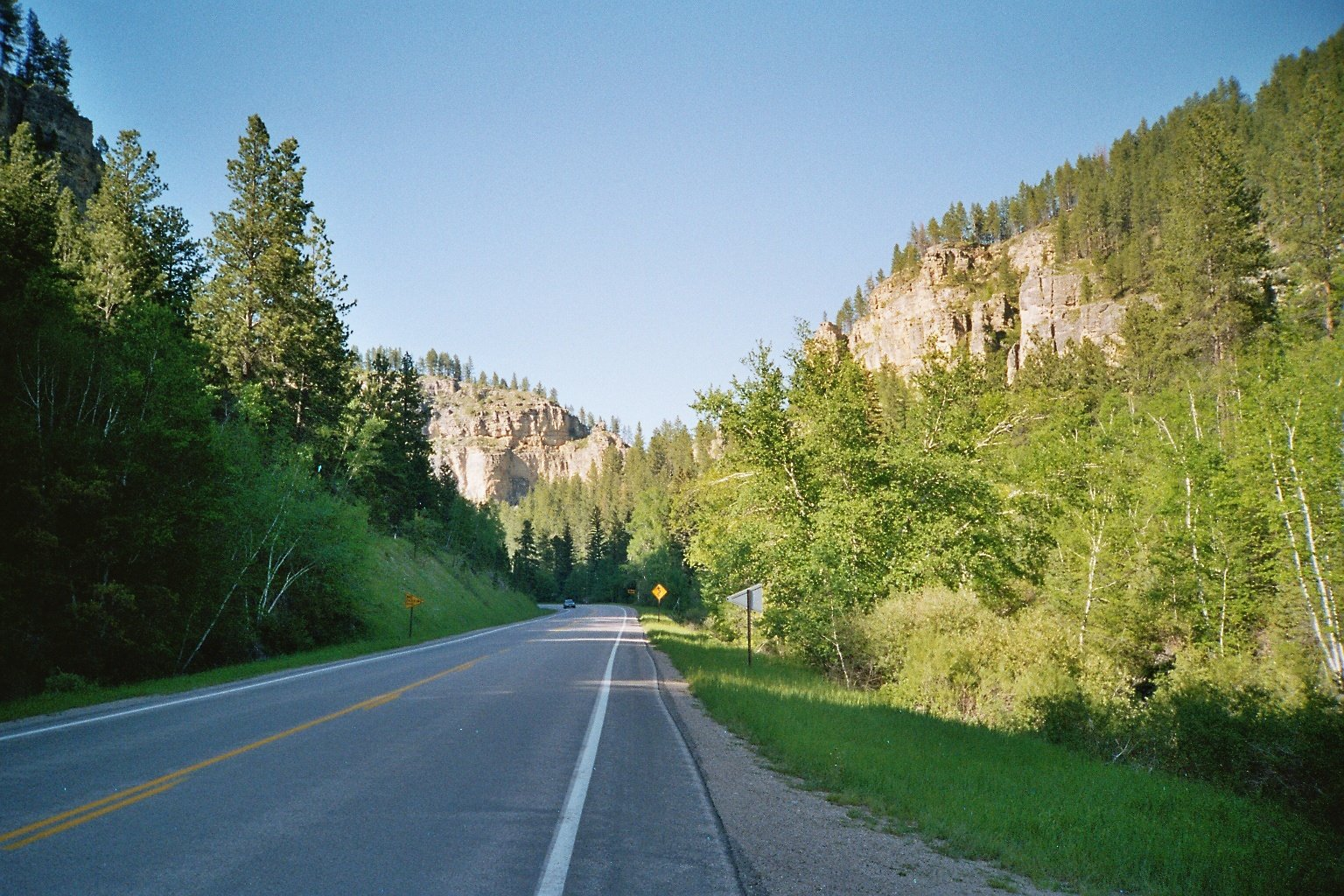
US Route 14a W durch die Black Hills SD

### Altersstruktur
- unter 18 = 23,1 Prozent
- 18–24 = 25,4 Prozent
- 25–44 = 23,1 Prozent
- 45–64 = 14,6 Prozent
- über 65 = 11,5 Prozent

## Städte und Gemeinden
Städte (cities)
- Central City
- Deadwood
- Lead
- Spearfish
- Whitewood

Census-designated places
- North Spearfish